# Aptostichus edwardabbeyi
Espèce
Aptostichus edwardabbeyi est une espèce d'araignées mygalomorphes de la famille des Euctenizidae.

## Distribution
Cette espèce est endémique d'Arizona aux États-Unis,. Elle se rencontre dans le Chiricahua National Monument dans le comté de Cochise.

## Étymologie
Cette espèce est nommée en l'honneur d'Edward Abbey.

## Publication originale
- Bond, 2012 : Phylogenetic treatment and taxonomic revision of the trapdoor spider genus Aptostichus Simon (Araneae, Mygalomorphae, Euctenizidae). ZooKeys, no 252, p. 1-209 (texte intégral).